# Битието
„Битието“ е роман на българския писател Владимир Зарев от 1978 г. Част е от трилогията „Битието“, „Изходът“ (1983 г.) и „Законът“ (1985 г.). „Битието“ е вторият роман на Владимир Зарев. С него привлича вниманието на литературната критика като романист.
Действието в романа започва през 1890 г., проследява събитията след Освобождението, около Балканската, Междусъюзническата и Първата световна война, до 9 септември 1944 г. Разказват се премеждията на рода Вълчеви от Видин, като по-голямата част от действието се развива в града и околностите му.
| „          | В романа на Владимир Зарев „Битието“ много се пие и псува. Образите, които тласкат развитието на сюжета, са пълнокръвни. Ярка панорама на стогодишен период от българската история. | “ |
| Die Presse | |   |

По мотиви от трилогията е създаден телевизионният сериал от 2013 г. „Дървото на живота“.